# Project Hope
Project Hope é um filme-documentário em curta-metragem estadunidense de 1961 dirigido e escrito por Frank P. Bibas. Venceu o Oscar de melhor documentário de curta-metragem na edição de 1962.